# Adriana Garambone
Adriana Garambone Guerra (Rio de Janeiro, 4 de julho de 1970) é uma atriz e ex-modelo brasileira. Tornou-se conhecida como atriz na telenovela Salsa e Merengue (1996). Em 2005 assinou com a RecordTV e ganhou notoriedade como a antagonista de Essas Mulheres, emendando outros papeis de destaque em Amor e Intrigas (2007), Poder Paralelo (2009), Rebelde (2011) e  Os Dez Mandamentos (2015) .

## Carreira
Adriana Garambone começou sua vida profissional como modelo em 1985. Em setembro de 1986, participou do Garota do Fantástico, e em 1989 foi classificada entre as cinco finalistas do concurso Supermodel of the World – etapa Brasil, promovido pela Class Modelos e pela Ford Models americana. Estreou como atriz na peça Romeu e Julieta, de Shakespeare, com direção de Moacyr Góes. Sua primeira novela foi Salsa e Merengue como Clarice, uma jovem filha adotiva de um casal de milionários, seguindo-se então Esplendor, como a sofrida Marisa ambas na TV Globo. A atriz participou também da telenovela infantil Caça Talentos, ao lado de Angélica, e protagonizou um episódio de Você Decide. Entretanto, seu trabalho de maior repercussão foi clássico da Broadway Chicago, no qual ela deu vida à Roxie Hart e pôde colocar em prática todos os seus dotes artísticos: dançar, cantar e interpretar. Ainda no teatro, ela atuou em diversas peças, como Cabaret Brasil e Relax... It's Sex, ambas de Wolf Maia, além de Cole Porter – Ele Nunca Disse que me Amava, de Charles Möller e Cláudio Botelho. No cinema, Adriana esteve em dois filmes nacionais dirigidos por Hugo Carvana: O Homem Nu e Apolônio Brasil, Campeão da Alegria.
Em 2005, foi contratada pela Rede Record, para atuar na novela Essas Mulheres, onde interpretou a obsessiva e dissimulada Adelaide Tavares do Amaral, sua primeira grande vilã, papel que lhe rendeu notoriedade e iniciou um novo ciclo em sua carreira. Participou de outras novelas da emissora, como Prova de Amor (2006), como a brilhante advogada Stela. Em 2006, integrou o elenco principal da novela Bicho do Mato, onde deu vida a problemática Silvia, uma mulher linda e sofisticada, que no passado, viu a sua carreira como modelo afundar pelo fato de ser Alcóolatra, e Amor e Intrigas, na qual interpretou a doce e ingênua Débora, uma mulher moderna e dona de uma grande pousada, herdeira também de uma fortuna se torna vítima de uma grande golpe. Em 2009, a atriz interpretou a obsessiva Maura Orlim, uma mulher que apesar de rica, é extremamente reprimida e infeliz, passando por um grande mudança durante a trama de Poder Paralelo. Em 2012, atuou em Rebelde (telenovela brasileira), onde obteve destaque como a cômica celebridade Eva, uma cantora de sucesso e uma socialite extremamente vaidosa e humorada, mãe da protagonista Roberta (Lua Blanco). Ainda participou de especiais como: As Mãos de Meu Filho, Casamento Blindado,O Amor e a Morte e Milagres de Jesus (telessérie).
Interpretou em 2015, o papel de maior sucesso e destaque em sua carreira, despontando com a cruel Yunet no sucesso Os Dez Mandamentos, uma mulher da nobreza egípcia, sedutora, ambiciosa e sem escrúpulos, durante a trama foi capaz das maiores atrocidades para atingir seus objetivos, o que rendeu o sucesso da personagem entre o público e fez com que a atriz ganhasse reconhecimento até internacional. Em 2017, é convidada para integrar o elenco principal da novela O Rico e Lázaro, onde deu vida a Rainha Amitis da Média, uma mulher forte, doce e sensata, sendo a sábia e aclamada esposa do grande Rei Nabucodonosor II, soberano da Babilônia.
Em 2018, foi confirmada no elenco principal da novela Jesus, onde interpretou a sofrida prostituta Adela, uma mulher que no passado teve que tomar a difícil decisão de abandonar os filhos e vender uma filha para que eles e ela sobrevivesse, mas que arrependida, regressa anos depois passando por muitas humilhações, determinada em reencontrar-los e reparar os erros do passado, sua personagem ainda se trata da "Pecadora que ungiu os pés de Jesus".
Em 2020, é convidada para ser uma das protagonistas da novela Gênesis, onde interpreta a doce e sofrida Sara, esposa do patriarca Abraão, uma mulher submissa aos costumes impostos na época e de muita fé, que mesmo sendo estéril e com idade avançada, através de um milagre, concebe e dá início a toda a nação de Israel.

## Vida pessoal
No início da década de 80, quando tinha 11 anos de idade, viveu por nove meses no Marrocos, pois seu padrasto era técnico da seleção local. Na adolescência fez escola de balé no Rio de Janeiro e começou a atuar como modelo. Formada em Letras, Adriana Garambone também cursou teatro na Casa de Arte Laranjeiras. Em 1995 começou a namorar o ator Cláudio Lins, com quem se casou em 1997 e se separou em 2000. Em 2006 começou a namorar o psicoterapeuta Arthur Papavero, com quem tem um filho chamado Gael (barriga de aluguel) nascido em 2015.

## Filmografia

### Televisão
| Ano     | Título                             | Personagem                        | Notas                                  |
| ------- | ---------------------------------- | --------------------------------- | -------------------------------------- |
| 1995    | História de Amor                   | Ana                               | Episódio: "22 de novembro"             |
| 1996    | Salsa e Merengue                   | Clarice Amarante Paes             |                                        |
| 1998    | Corpo Dourado                      | Soninha                           | Episódio: "12 de janeiro"              |
| 1998    | Caça Talentos                      | Bárbara Thompson                  | Temporada 4                            |
| 1998    | Você Decide                        | Vera                              | Episódio: "Síndrome"                   |
| 1999    | Você Decide                        | Lucia                             | Episódio: "O Feitiço da Lua da Arábia" |
| 1999    | Você Decide                        | Kátia                             | Episódio: "La Mamma"                   |
| 1999    | Você Decide                        | Mari                              | Episódio: "Admirável Mundo Novo"       |
| 1999    | Mulher                             | Valderez                          | Episódio: "Mãe Menina"                 |
| 2000    | Esplendor                          | Marisa Norman                     |                                        |
| 2001    | Roda da Vida                       | Maria Aparecida Pereira (Cidinha) |                                        |
| 2002    | O Quinto dos Infernos              | Luísa Saucer                      |                                        |
| 2003    | Sob Nova Direção                   | Clara                             | Episódio: "O Pinto e o Pingüim"        |
| 2005    | Essas Mulheres                     | Adelaide Tavares do Amaral        |                                        |
| 2006    | Prova de Amor                      | Estela Garcia                     | Episódios: "20 de março–25 de maio"    |
| 2006    | Bicho do Mato                      | Sílvia Schiller                   |                                        |
| 2007    | Amor e Intrigas                    | Débora Junqueira de Albuquerque   |                                        |
| 2009    | Poder Paralelo                     | Maura Orlim Vilar                 |                                        |
| 2010    | As Mãos de Meu Filho               | Madame Novaes                     | Especial de fim de ano                 |
| 2011–12 | Rebelde                            | Eva Messi Albuquerque             |                                        |
| 2013    | Casamento Blindado                 | Pillar                            | Especial de fim de ano                 |
| 2013    | O Amor e a Morte                   | Maria                             | Especial de fim de ano                 |
| 2014    | Milagres de Jesus                  | Raquel                            | Episódio: "A Filha de Jairo"           |
| 2015    | Os Dez Mandamentos                 | Yunet                             |                                        |
| 2017    | Dancing Brasil                     | Jurada especial                   | Episódio: "22 de maio"                 |
| 2017    | O Rico e Lázaro                    | Amitis                            |                                        |
| 2018    | Jesus                              | Adela                             |                                        |
| 2019    | O Verdadeiro Significado da Páscoa | Apresentadora                     | Especial de Páscoa                     |
| 2021    | Gênesis                            | Sara                              | Fase: Jornada de Abraão                |
| 2022    | Todas as Garotas em Mim            | Isis Sampaio                      |                                        |

### Cinema
| Ano  | Título                                 | Personagem |
| ---- | -------------------------------------- | ---------- |
| 1997 | O Homem Nu                             | Vera       |
| 2003 | Apolônio Brasil - O Campeão da Alegria | Gisa       |
| 2014 | Vestido pra Casar                      | Mariazinha |
| 2015 | A Esperança é a Última que Morre       | Vivian     |
| 2016 | Os Dez Mandamentos: O Filme            | Yunet      |
| 2016 | Milagres de Jesus                      | Raquel     |

## Teatro
| Ano  | Título                                    | Personagens    |
| ---- | ----------------------------------------- | -------------- |
| 1990 | A Escola dos Bufões                       |                |
| 1993 | Romeu e Julieta                           | Julieta        |
| 1994 | Eduardo II                                |                |
| 1997 | Cabaret                                   | Sally Bowles   |
| 1999 | Aldir Blanc - Um Cara Bacana              |                |
| 1999 | Theatro Musical Brasileiro III            |                |
| 2000 | Cole Porter: Ele Nunca Disse que Me Amava |                |
| 2000 | Relax...It's Sex                          | Roxana         |
| 2003 | Essa Cara Não Existe                      |                |
| 2004 | Chicago                                   | Roxie Hart     |
| 2010 | Gypsy                                     | Gypsy Rose Lee |
| 2013 | Como Vencer Na Vida Sem Fazer Forca       | Hedy La Rue    |
| 2014 | Os Saltimbancos Trapalhões: O Musical     | Tigrana        |

## Prêmios e indicações
| Ano  | Prêmio                           | Categoria                    | Indicação                           | Resultado |
| ---- | -------------------------------- | ---------------------------- | ----------------------------------- | --------- |
| 2004 | Prêmio Qualidade Brasil - SP     | Melhor Atriz Teatral Musical | Chicago                             | Indicada  |
| 2010 | Prêmio Arte Qualidade Brasil     | Melhor Atriz Teatral Musical | Gypsy                               | Indicada  |
| 2012 | Prêmio Contigo! de TV            | Melhor Atriz Coadjuvante     | Rebelde                             | Indicada  |
| 2013 | Prêmio Cesgranrio de Teatro      | Melhor Atriz em Musical      | Como Vencer na Vida Sem Fazer Força | Indicada  |
| 2013 | Prêmio APTR                      | Melhor Atriz Coadjuvante     | Como Vencer na Vida Sem Fazer Força | Indicada  |
| 2015 | Prêmio Reverência de Teatro      | Atriz Principal              | Os Saltimbancos Trapalhões          | Indicada  |
| 2015 | Troféu Observatório da Televisão | Melhor Atriz de Novela       | Os Dez Mandamentos                  | Indicada  |
| 2015 | Melhores do Ano Minha Novela     | Vilã                         | Os Dez Mandamentos                  | Indicada  |
| 2015 | Melhores do Ano NaTelinha        | Atriz                        | Os Dez Mandamentos                  | Venceu    |
| 2016 | Troféu Internet                  | Melhor Atriz                 | Os Dez Mandamentos                  | Indicado  |
| 2019 | Prêmio Brasil Musical            | Melhor Atriz Coadjuvante     | Pippin                              | Indicada  |
| 2019 | Prêmio Brasil Musical            | Melhor Ensemble              | Pippin                              | Indicada  |
| 2021 | Prêmio Área VIP                  | Melhor Atriz                 | Gênesis                             | Indicada  |
| 2021 | Troféu Internet                  | Melhor Atriz de Novela       | Gênesis                             | Indicada  |